# Messerschmitt Me 310
Messerschmitt Me 310 — прототип німецького важкого винищувача часів Другої світової війни. Це був проєкт для рятування аеродинічно-проблемних Me 210.

## Розробка та виробництво
Озброєння планувалося таке саме як і у Me 210 A-1: дві 20 мм гармати MG 151/20, два кулемета 7,92 мм (.312 in) MG 17 та два дистанційно-керовані кормові кулемети 13 мм (.51 in) MG 131.
Один літак було побудовано шляхом переробки Me 210. Він мав герметизовану кабіну та мав два двигуна потужністю 1,380 кВт (1,850 к.с.) Daimler-Benz DB 603A.
Me 310 вперше піднявся у повітря 11 вересня 1943., але проєкт було скасовано наприкінці того ж року, оскільки він практично не демонстрував аеродинамічного поліпшення у порівнянні з Me 210. Наступний прототип, Me 410, показав кращу аеродинаміку, тому його відправили на серійний випуск.

## Льотно-технічні характеристики (Me 310)
Джерело: The Warplanes of the Third Reich.
Основні характеристики
- Екіпаж: 2 (пілот та стрілець)
- Довжина: 12,2 м
- Висота: 4,30 м
- Розмах крила: 17,9 м

- Площа крила: 37,3 м²
- Маса спорядженого: 11050 кг
- Силова установка: 2 ×  Daimler-Benz DB 603A  1850 кс ( 1380 кВт)

Льотні характеристики
- Бойовий радіус: 1900 км/год

Озброєння
- Стрілецько-гарматне:
- 2 × фіксовані, направлені вперед 20 мм гармати  MG 151/20
- 2 × фіксовані, направлені вперед 7,92 мм кулемети MG-17
- 2 × кормових 13 мм кулемети MG 131 у дистанційно керованих баштах